# 蒲松龄
蒲松齡（1640年6月5日—1715年2月25日），中国清代志怪小说作家。字留仙，一字剑臣，别号柳泉居士，山东淄川县（今淄博市淄川区）人，世称“聊斋先生”。蒲松龄平时喜好收集怪异的民间故事，死后以短篇故事集《聊齋誌異》闻名于世，塑造了诸如聂小倩、青凤、婴宁和莲香（聊斋志异）等不少有代表性的狐仙和女鬼艺术形象。蒲松龄热衷于求取功名，但科举成绩并不如意，创作《聊齋誌異》除了满足猎奇趣味，也成为他寄托个人思想的方式。

## 生平
蒲松龄生活在明末清初，出身小商人家庭。蒲氏為淄川世家，热衷功名。父親蒲槃時家道已漸中落，曾娶妻孫氏、董氏、李氏，松齡為董氏子。年少時，張獻忠、李自成起事、明朝滅亡、清軍入關，正處改朝易鼎之际，社会動盪。蒲松龄19岁时参加县府的考试，縣、府、道試均夺得第一名，取中秀才，受到山东学政施闰章奖誉，“名藉藉诸生间”。康熙元年（1662年），长子蒲箬出生。然而他在之后科举场中極不得志，虽满腹实学，鄉試屡不中，46歲時方被補為廩膳生，72岁時經由歲貢被補為贡生。平日除微薄田產外，以教書、幕僚維生。
康熙九年（1671年）八月，蒲松龄在江苏省宝应县为同乡进士孙蕙做幕僚，後隨往高郵，一年后回家乡，居家曾随缙绅高珩、唐梦赉遊崂山。十二年在丰泉乡王观正家坐馆。康熙十八年（1679年）在乡绅毕际有家中做塾师，受到礼遇，“居斋信有家庭乐”，三十二年毕际有病逝，蒲松龄作《哭毕刺史》八首。康熙三十三年，受山东按察使喻成龙相邀，做臬台署中的座上客。康熙四十八年（1709年）蒲松龄辭別畢家石隱園綽然堂，其間教學近40年，直到71歲以老歸家。康熙五十四年以76歲的年紀病逝，一生頗不得意。
蒲松龄与妻子刘孺人合葬于靠近蒲家庄村东面的蒲氏墓园。蒲松齡的座右銘是：有志者，事竟成，破釜沉舟，百二秦關終屬楚。苦心人，天不負，臥薪嚐膽，三千越甲可吞吳。（《题鎮紙銅尺》，取典史記）

## 文学创作
从20岁起，蒲松龄开始收集素材。在扬州的游幕经历，也为蒲松龄的创作积累了诸多素材。鄒濤的《三借廬筆談》記載，蒲松龄作此書時，常設茶煙於道旁，“見行者過，必強與語，搜奇說異，隨人所知”，“偶聞一事，歸而粉飾之”。有說只要說出一些神鬼傳說供蒲松齡者就可領取一碗小米綠豆粥，魯迅以為未必可信。蒲松龄40岁时完成志怪小说《聊斋志异》，该书共有十二卷，四百九十餘篇。每成篇章，便請同鄉好友王士禎指正。蒲松齡在世時，因家贫並未刊刻，僅在同儕間傳鈔，並幾度改易原稿，直至死前仍有增添。
王士禎十分推重蒲松齡，视為奇才，對《聊齋誌異》甚為喜愛，為之題詩：「姑妄言之姑聽矣，豆棚瓜架雨如絲。為應厭作人間語，愛聽秋墳鬼唱詩。」王曾欲以五百兩黃金購《聊齋誌異》手稿而未購得。蒲松齡還為此立下家規：“吾生平惡筆，一切遺稿，不許閱諸他人”，手稿由長子世代傳存，八世孫蒲英灝遺失下半部，今存上半部，收藏於遼寧圖書館，是中國古典小說唯一存世的手稿。除此之外，蒲松龄还创作了诗、词、散文、俚曲等，还有一篇长篇白话小说《醒世姻缘传》（《醒世姻缘传》作者西周生，一般以為即《聊齋誌異》作者蒲松齡，但不少學者對此說持異議）。后来有专门研究蒲松龄及其作品的学问，名以“蒲学”。
《聊斋志异》直到蒲松龄死后的乾隆三十一年（1766年）才得以首次刊行。其著名版本有青柯亭本、铸雪斋本等，还在近20个国家有译本出版。《剪灯新话》、《剪灯馀话》、《虞初新志》和《聊斋志异》等书传入日本后，在日本汉学家圈子中获得好评，刺激了江户时代怪谈文学的发展。从光緒二十九年（1903年）起，日本外交人员和文人矢野龙溪陆续翻译《聊斋志异》故事达54则。中華民國八年（1919年），柴田天马将整本《聊斋志异》全部翻译为日文，成为经典版本。光緒六年（1880年），英国汉学家翟理斯将其翻译成英文。目前流行的英文版为英国汉学家闵福德出版于2006年的精选译本。《聊斋》已被改编成各种戏剧、电影和电视剧超过150次。此外，蒲松龄的《狼三则》和《山市》曾入选中国大陆的初级中学课本，《促织》入选中国大陆的普通高中语文课本。

## 家世
蒲松齡的遠祖蒲臻，高祖蒲世廣，在地方上都有點名氣。曾祖蒲繼芳，同他父親一樣，是秀才。叔祖蒲生汶中了進士，選河北玉田知縣，是個有名的孝子，聽說老母患病，哭得湯水不進，嘔血數斗，死在衙門。他是蒲松齡屢次提到的玉田公，也是蒲家幾代中最高功名的人物了。蒲松齡的祖父蒲生汭沒有功名，父親蒲槃，字敏吾，原先也儘力讀書，知識淵博，但考到二十幾歲，不能進學，家境又困難，便棄儒經商，做起買賣來。二十年间，有了相當的積累，成為當地的富裕人家。明末天下大亂，他便停業在家讀書教育。蒲槃長子兆箕早喪，四十多歲沒有兒子，性情喜歡周貧濟困，到蒲松齡出生時，家道已經衰微了。蒲松齡是蒲槃的第3個兒子，正妻董氏所生。上面還有長兄兆箕，次兄柏齡；下面還有個弟弟鶴齡，總共兄弟4人。

### 族属问题
關于蒲松齡先世的族屬有4種說法：即回族說、蒙古族說、漢族說、女真族說。其中回族、蒙古族二說在學術界仍有争议。
根據蒲松齡《述劉氏行實》上的記載來看（劉氏乃蒲松齡之妻），蒲松齡全家信佛重僧且豢養家豬，不符合山東地區回族人及其後裔的宗教信仰和風俗習慣。另外蒲松齡的先祖在元代擔任過般陽路總管，當時朝廷對路總管人選的任用有明確的規定──《元史·世祖紀三》載：“世祖二年，春二月甲子，以蒙古人充各路達魯花赤，漢人充總管，回回人充同知，永爲定制。”由漢人擔當各路總管是元朝定制。
蒲松齡在自撰《族譜序》也提到“吾族爲般陽土著，祖墓在邑西招村之北，內有谕葬二：一諱魯渾，一諱居仁，並爲元總管，蓋元代受職不引桑梓嫌也”，所謂“元代受職不引桑梓嫌”是忽必烈“罷世侯、置牧守”以前的大蒙古國時期。因爲在此時期，蒙廷對漢地進行間接統治，委付漢人世侯直接統治，漢人總管的任用才可能“不避桑梓嫌”，才可父子相繼或祖孫相傳。由此補證了蒲松齡先祖爲元代漢人的說法。

## 人物评价
郭沫若曾在其故居题字“写鬼写妖高人一等，刺贪刺虐入骨三分”。
王士禎奉題志異詩：「姑妄言之姑聽之，豆棚瓜架雨如絲；料應厭作人間語，愛聽秋墳鬼唱詩。」
中国山东大学学者马瑞芳称他是“世界短篇小说之王”。
中国作家莫言自幼受到蒲松龄的作品影响。他在发表诺贝尔文学奖获奖感言前，曾向媒体表示：“我从小就听着很多跟蒲松龄（写的）非常类似的民间故事长大。长大后又认真读了他的书，从他的作品里感受到很多的教义。尽管不是一个朝代的人，但我认为，他就是我的导师。”

## 纪念
淄博市淄川区洪山镇蒲家庄建成了园林式景区“聊斋城”，占地1000亩，成为山东省五大旅游景区之一。聊斋城内设有艺术陈列馆、狐仙园、石隐园、聊斋宫、满井寺、观狐园等多个子景点。聊斋城景区内还有蒲松龄纪念馆，馆门上挂有郭沫若题写的“蒲松龄故居”字样的金字牌匾。聊斋城现为中国国家“3A”级景区，蒲松龄纪念馆则为省级重点文物保护单位。

## 著作列表
- 《聊齋志異》
- 《晴雲山房詩文集》
- 《紅椒山房筆記》
- 《雜說》
- 《片雲詩話》
- 《省身语录》[6]
- 《懷刑錄》
- 《日用俗字》[6]
- 《农桑经》
- 《歷字文》属于通俗历算书。[19][20]该书在日本慶應大學“聊斋文库”有收藏残稿。[21]为蒲氏碑阴所附录“杂著”五种之一。[22]
- 《聊齋詞》
- 《聊齋白話韻文》
- 《山市》[6]
- 《聊斋俚曲》

## 文學作品

### 小说
- 1997年孙玉明小说《仙狐居士蒲松龄》[23]
- 2016年滕达小说《神探蒲松龄——红玉》[24]；《神探蒲松龄——成仙》[25]；《神探蒲松龄——聂小倩》[26]

## 影視形象

### 电视剧
- 1987年中国大陆电视剧《蒲松龄》，顾岚 饰。
- 1998年中国大陆电视剧《聊斋先生》，张铁林 饰。
- 2010年香港电视剧《蒲松龄》，马浚伟 饰。

### 電影
- 2019年中国大陆电影《神探蒲松龄》[註 3]，成龙飾。[27][28][29]

## 扩展阅读
- 八木章好. . 中国国家哲学社会科学学术期刊数据库.   [2018-03-02]. （原始内容存档于2020-11-30）.
- 八木章好. . 中国国家哲学社会科学学术期刊数据库.   [2018-03-02]. （原始内容存档于2021-01-10）.
- 户仓英美. . 中国国家哲学社会科学学术期刊数据库.   [2018-02-09]. （原始内容存档于2021-01-10）.
- 天野元之助. . 中国国家哲学社会科学学术期刊数据库.   [2018-03-02]. （原始内容存档于2021-01-10）.
- .  (PDF). New York: W. W. Norton（英语：W. W. Norton）. 1997: 1103–1126  [2014-05-24]. （原始内容 (pdf)存档于2014-05-24） （英语）.